# Woolwich
Pour les articles homonymes, voir Woolwich (homonymie).
Vous pouvez aider à l'améliorer ou bien discuter des problèmes sur sa page de discussion.
- La traduction doit être revue. Le contenu est difficilement compréhensible à cause d’erreurs de traduction, peut-être dues à l’utilisation d’un logiciel de traduction automatique. (Marqué depuis janvier 2015)
- La traduction est incomplète. (Marqué depuis décembre 2017)

Woolwich est une ville de la banlieue de Londres située sur la berge sud de la Tamise. C'est le lieu de la fondation du Royal Arsenal en 1691 et du Arsenal FC en 1886. C'est une partie de la banlieue, qui faisait historiquement une partie du Kent. Le quartier de Woolwich est aussi connu de façon formelle comme la "paroisse de Woolwich" ou "Woolwich Sainte Marie", qui est ainsi devenu une portion de la zone métropolitaine de Londres au milieu du XIXe siècle. Elle fut absorbée par le Comté de Londres en 1889. En 1965, la plus grande partie du la banlieue de Woolwich devint une partie de la Banlieue Royale de Greenwich ("Borough royal de Greenwich"), alors que North Woolwich sur l'autre berge de la Tamise, qui était rattaché autrefois à l'Essex voisin, constitue une partie de Newham, et est considéré actuellement comme séparé de Woolwich. Il y est relié par le tunnel pour piétons de Woolwich.

## Histoire

### Toponymie
En 1796, Daniel Lysons (Connétable de la Tour de Londres) écrivait : « Cet emplacement, sur les anciens documents est appelé : Hulviz, Wolwiche, Wollewic... Je n'ai rien trouvé de satisfaisant en rapport avec son origine étymologique. » Mais le nom de Woolwich dérive de l'Anglo-Saxon, "emplacement où se fait le commerce de la laine ".

### Histoire initiale
. Le secteur de 

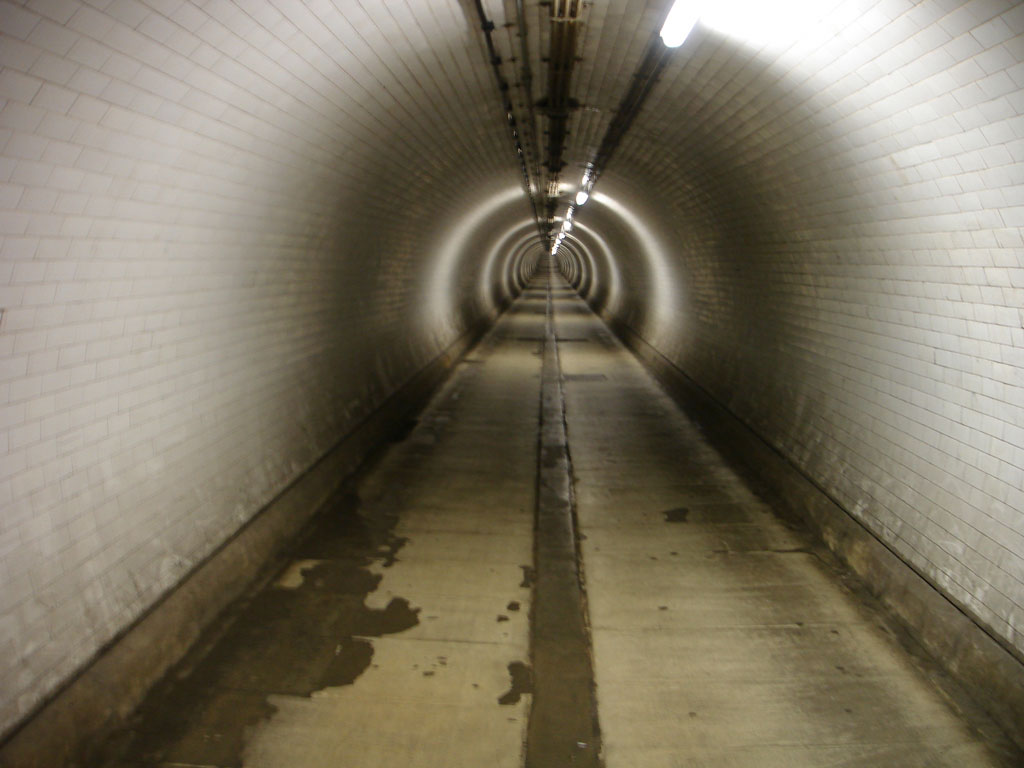
Aspect du tunnel sous la Tamise

Woolwich a été habité depuis au moins la fin de l'Âge du fer, et un fort romain fut fondé sur l'emplacement du parc du bord de rive actuel.

### Le développement urbain
Woolwich resta un petit village du Kent jusqu'à ce qu'il devînt une ville militaire puis industrielle importante. Ce fut le siège des chantiers navals de Woolwich Dockyard (fondé en 1512), puis le " Royal Arsenal (remontant à 1671), l'Académie militaire royale (Royal Military Academy, Woolwich (1741) et le Royal Artillery (1716); la ville contient toujours une base militaire avec le "Royal Artillery Barracks (bien que le "16e Régiment Royal Artillery" l'ait quitté en 2007, Woolwich Barracks est toujours la domiciliation de l'orchestre du "Royal Artillery Band" et plus récemment du "Second Bataillon" Princesse de Galles du Régiment Royal" et du "King's Troop, Royal Horse Artillery (en)"). Le "Firepower – The Royal Artillery Museum (en)" (qui lui-même date de 1748) est installé dans les locaux du vieil Arsenal Royal (le siège original du régiment).Le Greenwich Heritage Centre (en) tout proche présente aussi des maisons en rapport avec l'Arsenal Royal.
Le club de football d'Arsenal F.C. fut fondé à Woolwich en 1886 par des ouvriers de l'Arsenal – le club fut initialement connu comme Dial Square (Dial Square, puis Royal Arsenal et devint ensuite Woolwich Arsenal en 1891. Il se déplaça jusqu'au stade d'Arsenal Stadium, au niveau de Highbury au nord de Londres en 1913, et perdit le préfixe « Woolwich » l'année suivante. C'est un exemple rare d'une équipe de football en Angleterre, qui a réussi à quitter son site d'origine, pour se relocaliser dans la même conurbation. Le Royal Ordnance Factories F.C. (en) fut fondé en réponse à " Woolwich Arsenal".
L'Université de Woolwich ("Woolwich Polytechnic"), fut fondée en 1892, puis fusionna avec d'autres collèges locaux et devint Thames Polytechnic en 1970. En 1992, elle fut gratifiée du statut de "Nouvelle Université" (New Universities), en tant qu'Université de Greenwich (University of Greenwich). En 2000, l'université entame un déménagement vers l'Old Royal Naval College, à plusieurs miles à l'ouest du centre de Greenwich, et ne garde qu'une présence administrative à Woolwich.
Woolwich fut le point de départ du trajet du dernier tram de Londres, le 5 juillet 1952[réf. nécessaire]. Un tramway de la Route 40, limité juste à un nombre restreint de passagers payants, fut conduit à travers une foule énorme en direction de New Cross, arrivant finalement au niveau du dépôt de New Cross vers 1 h AM le 6 juillet 1952.
Woolwich est le siège de la première implantation d'un McDonald's au Royaume-Uni (le 3000e dans le monde), qui a ouvert le 13 novembre 1974. Woolwich a été choisi parce qu'il était considéré comme représentatif d'une ville anglaise de notre époque. La même année, l'Armée républicaine irlandaise provisoire fit exploser une bombe dans un pub de kings Arms (Kings Arms (Woolwich)) dans la ville, tuant deux personnes.
Woolwich avait autrefois quatre cinémas. Aujourd'hui, un seul subsiste : l'ancien cinéma « Granada » (qui abrita les concerts de Buddy Holly en 1958 et plus tard Roy Orbison et The Beatles en 1963), un autre, autrefois ' ABC (préalablement le Regal) est un nightclub, alors que l'ancien « Odeon », puis « Coronet », est maintenant une église pentecôtiste. Le cinéma « Century », qui fait face à « Beresford Square », fut démoli pour la rénovation du quartier à la fin des années 1960.
Woolwich fut le siège d'un parc automobile expérimental (Auto Stacker). Construit sur le site de l'« Empire Theatre », il fut officiellement ouvert en mai 1961 par la Princesse Margaret. Il ne fut jamais réellement utilisé par le public et fut démoli en 1962, après le refus du conseil municipal de le mettre en fonctionnement opérationnel.

### Gouvernement local

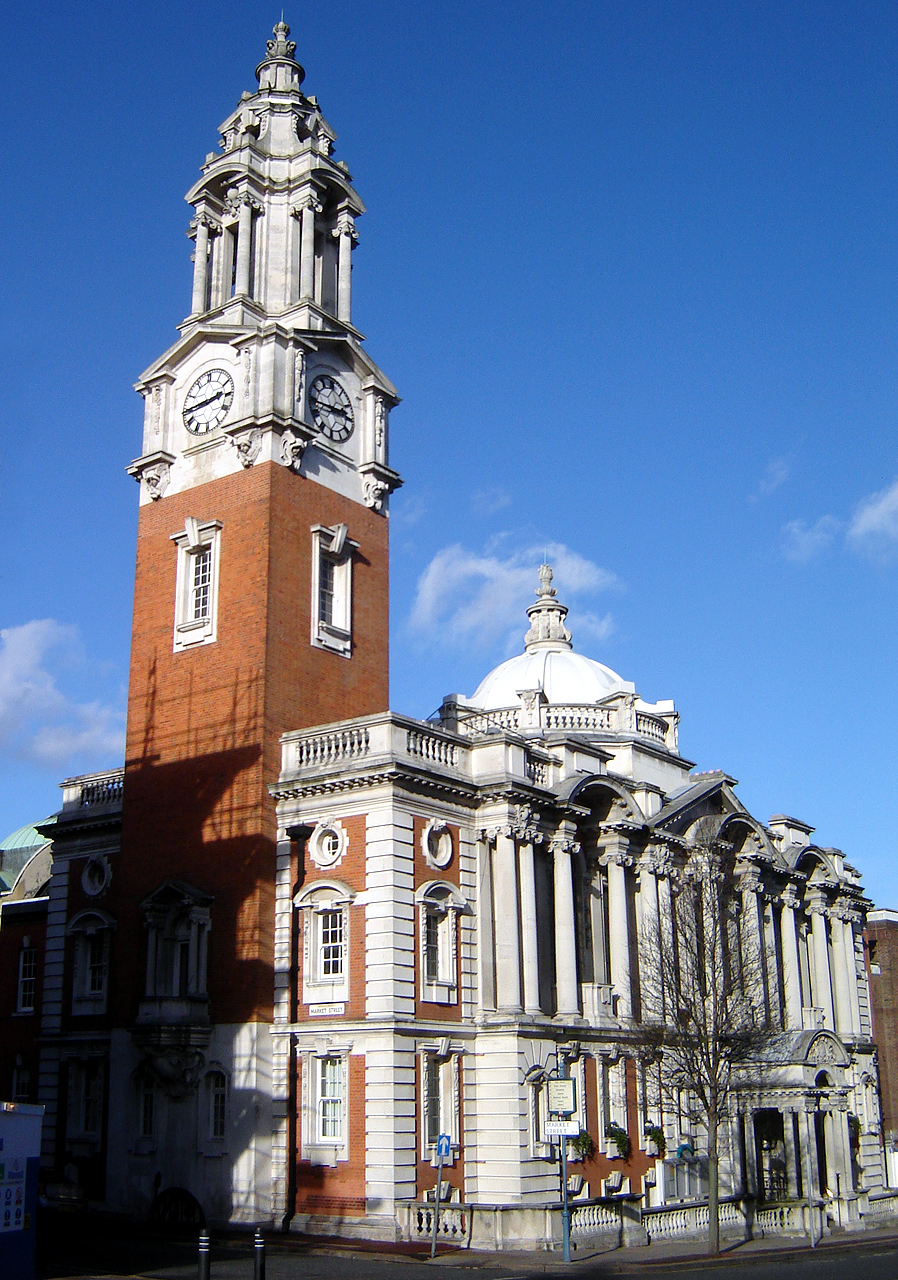
L'Hôtel de ville de Woolwich date de la période où Woolwich était une banlieue autonome

En 1889, la banlieue de Woolwich devint une partie de Londres, avec la formation du London County Council entre 1889 à 1965, qui était la première autorité municipale générale londonienne à être directement élue. En 1900 les quartiers de Woolwich, Eltham et Plumstead devinrent le Metropolitan Borough of Woolwich (en). En avril 1965, à la suite de l'implémentation du London Government Act 1963 (en), Woolwich fut fusionné et incorporé, dans le " Borough of Greenwich", constituant maintenant le Borough royal de Greenwich.

### Redéploiement

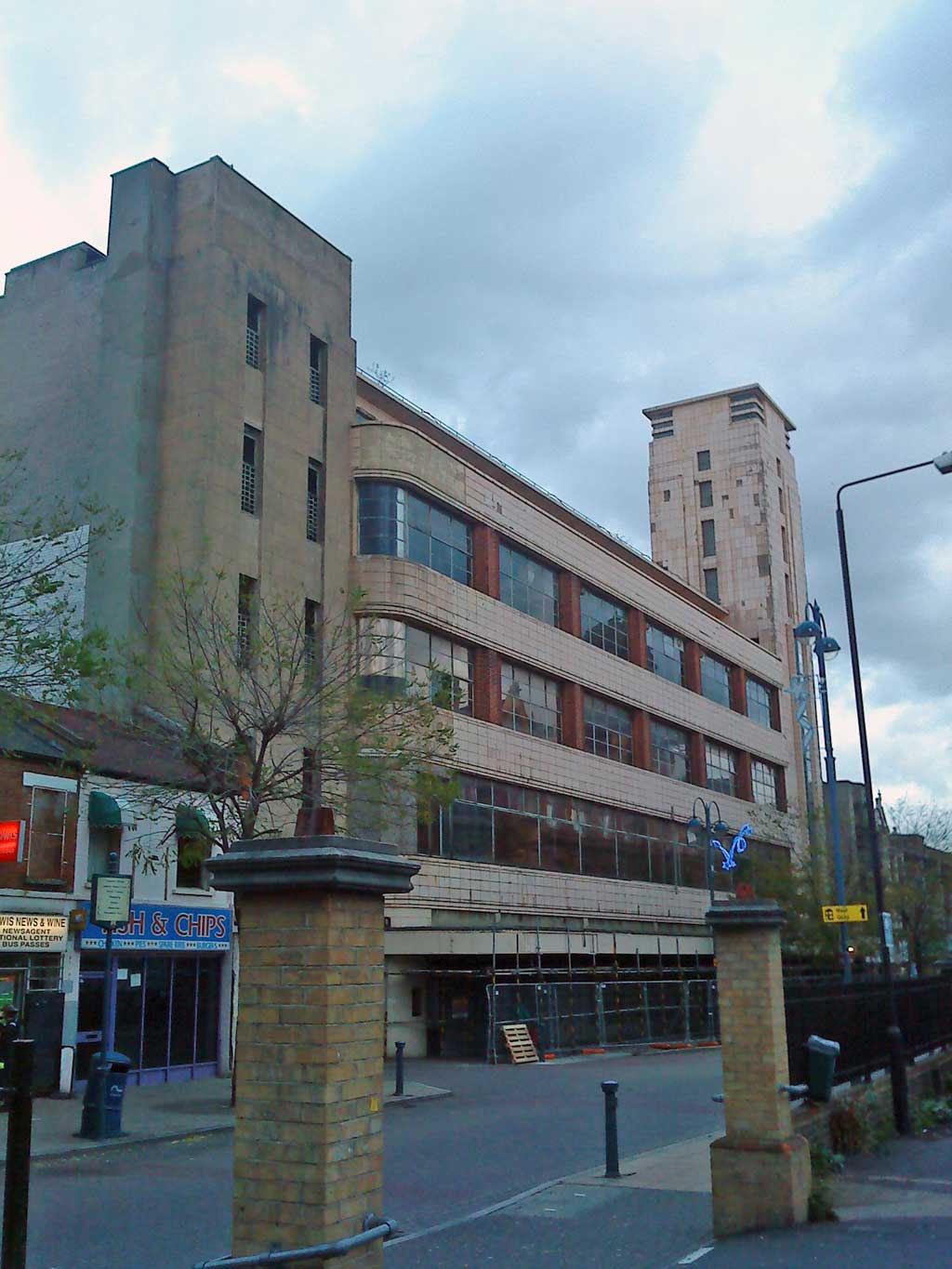
Le Co-Op art déco promis à être démolie siégeant sur Powis Street (novembre 2008)

Woolwich déclina en tant que ville, à la fin du XXe siècle, en commençant par la fermeture de l'usine Siemens en 1968 et en continuant avec les opérations de réduction de taille de l'Arsenal Royal, qui finit par fermer en 1994. Faute d'employeurs locaux importants, l'économie fut affectée et donc la démographie de Woolwich se modifia. Au centre de la ville, les chaines de magasin ont fermé entrainant l'effondrement du cœur de la ville. Le centre de l'activité commerciale se résuma essentiellement à " Powis Street" et la zone autour du marché. Au début de 1990, le centre-ville avait l'apparence typique d'une ville en déclin avec des revendeurs et des magasins de charité utilisant les boutiques vides. Le conseil local utilisa plusieurs bâtiments comme offices. Le dernier cinéma, le « Coronet », ayant fermé et Woolwich semblait avoir perdu sa vigueur antérieure. Toutefois, la rénovation résidentielle du site de l'ancien Arsenal Royal débuta, le quartier de Woolwich commença donc à bénéficier d'une renaissance. Plusieurs chaines de magasins de « High Street », qui étaient précédemment absentes de Woolwich, y ouvrirent des succursales et de nouveaux commerces firent leur apparition. Le nouveau terminus de la ligne du « Docklands Light Railway » et une branche du « London City Airport », la station Woolwich Arsenal, ouvrirent le 10 janvier 2009.
Un renouveau de grande ampleur de la zone entourant « Love Lane », vers l'extrémité Est de " Powis Street", débuta en 2011, à la suite d'une consultation locale engagée en 2009. Le projet comprend la démolition éventuelle de plusieurs bâtiments comprenant le siège de la Director General public house. La Poste centrale, la maison du peuple (Crown Building), la maison de "Peggy Middleton" et la résidence Thomas Spencer. De nouvelles constructions comprenant l'Office municipal ("the Woolwich Centre"), ouvrit en août 2011), des appartements, des magasins locaux et une branche importante de Tesco (groupe de distribution international basé principalement au Royaume-Uni). L'espace vert principal de Woolwich : le square (Charles Gordon fut aussi redessiné avec de nouveaux jeux d'eau. Le développement fut largement complété en 2012.
À côté de la rénovation de "Powis Street " comportait un restaurant Nando's (ouvert en juin 2010) et de nouvelles fonctionnalités au-dessus des magasins. le bâtiment ancien du " Woolwich Building Society " est aussi à nouveau en fonction.
Les prévisions pour d'autres développements, autour de la zone de "Woolwich Triangle" à l'autre bout de la ville sont en cours. Il est envisagé la démolition du vieux bâtiment de style "art déco" du Co-op, la construction de "Scottley's" à l'extrémité Ouest de "Powis Street".
En septembre 2012 le Conseil Municipal de Greenwich approuva un plan pour convertir le bâtiment en appartements et les magasins de détail.
Plutôt en octobre 2008, dans la zone du Triangle de Woolwich un feu, à gauche des premiers magasins, avait laissé un magasin de la période Victorienne sévèrement endommagé, contribuant au déclin de cette zone. La cause du feu n'est pas connue.
Quelques aménagements des berges de la Tamise à Woolwich ont été réalisés. En juin 2008 l'abandon du pub « Crown and Cushion » (près du centre de loisirs du front de rivière et ce qui restait des anciens bâtiments du bords de l'eau), furent démolis. Un site résidentiel fut construit sur le site de l'ancienne « Taverne de l'Union » près de la « Riverside House ». Les immeubles qui faisaient la jonction entre « Beresford Street » et « Warren Lane » furent démolis pour laisser la place à des constructions résidentielles.
Les Jeux olympiques d'été de 2012 et les Jeux paralympiques incluaient Woolwich pour le tir (Tir aux Jeux olympiques d'été de 2012), qui se tinrent temporairement dans les installations construites dans les locaux dit « the Barracks » et dans les locaux ordinaires de Woolwich (bien que la sélection du quartier de Woolwich ne fut pas bien accueillie par tous).

### Les émeutes de Londres
Durant les émeutes anglaises de 2011 le quartier de Woolwich fut l'un des sièges les plus concernés. Plusieurs bâtiments furent attaqués et certains furent détruits. Blue Inc. dans « Powis Street » a été démoli à la suite de l'incendie principal. Le pub « Great Harry Wetherspoons » fut aussi concerné par le feu, laissant une armature calcinée. Le restaurant « Wimpy burger » et le libraire « Coral » furent aussi endommagés par le feu.
Plusieurs autres magasins furent pillés ou endommagés, et en particulier « Nando's », « Charles Dance » (le plus ancien magasin de bijoux de Woolwich) et d'autres établissements de « Powis Street » et « Hare Street ». De nombreux habitants du quartier considérèrent que ces destructions dans Woolwich ne furent pas assez relayées par les médias locaux ou nationaux, et le samedi 13 août des résidents commencèrent à écrire leurs pensées dans les réseaux sociaux. Ces écrits furent ensuite considérés comme des graffitis et recouverts de peinture par le Greenwich Council.

## Assassinat de Woolwich
Lee Rigby, un des soldats Britanniques basé aux "barracks", fut assassiné par deux extrémistes Islamiques le 22 mai 2013.
Le 22 mai 2013, Woolwich était la scène d'une attaque grave dans laquelle deux hommes armés avec un fusil, des couteaux et des couperets à viande, ont crié « Allahu Akbar » et ont tué un soldat du Royal Arsenal, Lee Rigby, dans une rue de la ville.
Les hommes, des extrémistes islamistes, demandèrent à des passants de prendre des photos et cherchèrent à justifier leurs actions auprès de la foule, ne faisant aucun effort pour s'échapper. Quand la police arriva, les attaquants étaient toujours armés et furent l'objet d'échange de tirs, puis furent blessés par la police Ils furent alors emmenés vers deux hôpitaux différents.
Le Premier ministre de Grande-Bretagne, David Cameron, lors d’un point de presse à Paris où il se trouvait pour une visite écourtée pour regagner Londres au plus vite, a déclaré : « C'est un acte barbare qui s'est produit aujourd'hui, une attaque épouvantable (…) manifestement de nature terroriste. ». Le conseil musulman de Grande-Bretagne a publié une déclaration dénonçant un "acte barbare qui n'a aucun fondement dans l'Islam".
Le 19 décembre 2013, Michael Adebolajo et Michael Adebowale furent jugés coupables du meurtre de Lee Rigby. Le 26 février 2014, les deux hommes furent condamnés à la prison à vie. Adebolajo fut de plus interdit de parole à vie, et Adebowale, le plus jeune des deux, fut condamné avec un minimum de 45 ans d'enfermement.

## Géographie
Places à proximité
- Plumstead
- Charlton
- Shooters Hill
- Eltham
- Westcombe Park
- East Wickham
- Kidbrooke
- Blackheath
- Thamesmead
- Welling
- Abbey Wood
- Greenwich

## Transport

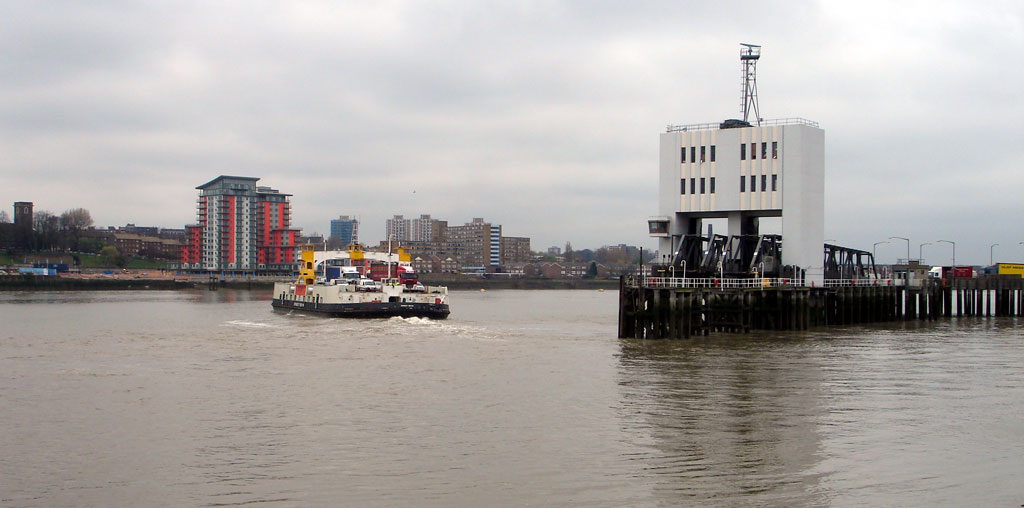
Ferry au départ du terminal nord

La station Woolwich Arsenal dessert la zone de Woolwich pour le service vers la gare de Charing Cross via Lewisham, London Cannon Street (en) tous les deux via Greenwich et via Sidcup station (en), Barnehurst, Dartford et Gravesend. Woolwich Dockyard station dessert aussi la région. Il y a un service de train ("le Docklands Light Railway de la station Arsenal de Woolwich à Canning Town, Stratford International et Bank and Monument. Woolwich est desservi aussi par de nombreux moyens de transport de la conurbation de Londres un service de bus le reliant avec les zones d’Abbey Wood, Beckenham, Bexleyheath, Central London, Charlton, Chislehurst, Crystal Palace, Dartford, Eltham, Erith, Greenwich, Lewisham, New Cross, Orpington, Peckham, Plumstead, Sidcup, St Mary Cray, Thamesmead et Welling.
Le ferry payant de Woolwich (Woolwich Ferry (en)) opère à travers la Tamise vers North Woolwich dans la banlieue de Newham transportant les camions, les voitures, les cyclistes et les piétons durant la journée jusqu’à 20 h en semaine. Les deux bateaux voguent ensemble du lundi au samedi, et il n’y en a qu’un seul de service le dimanche. Le tunnel piétonnier (Woolwich foot tunnel (en)) est aussi disponible mais pour les piétons seulement (ou les cyclistes mais s’ils portent, leur vélo). Il est desservi par des ascenseurs durant les heures d’ouverture traditionnelles des commerces. Le London River Services (en), opère par les bateaux de la Tamise, les Thames Clipper (en), aux heures du pic de trafic et sept jours par semaine pour aller vers le centre de Londres (vers Savoy Pier (en)) à partir de Woolwich Arsenal Pier (en) (près du quartier résidentiel de l’Arsenal Royal Arsenal). La barrière de la Tamise est située à un mile en amont du tunnel et du ferry.

## Culture
Woolwich possède deux clubs de foot : les clubs Bridon Ropes F.C. (en) et Meridian F.C. (en), tous les deux jouant au parc Meridian Sports & Social Club.
Woolwich fut le décor d'un film en 2006 : le film Children of Men.

## Personnalités notables
- Tom Cribb, boxeur du 19e siècle, né à Bristol mais résidait et mourut à l'âge de 66 ans à Woolwich en 1848, il fut enterré au cimetière de St. Mary.
- Charles Emilius Gold (1809-1871), officier et peintre, né à Woolwich.
- Charles Gordon (1833-1885), général, né à Woolwich.
- Joseph Grimaldi (1778-1837), pantomime et clown, vivait à Woolwich durant le début des années 1830 avant de partir pour Islington.
- Richard Lovelace (1618-1657), poète, né à Woolwich.
- Scott Maslen (1971-), acteur et modèle, né à Woolwich.
- Ray Richardson (1964-), peintre britannique, résidant Woolwich.
- Glenn Tilbrook (1957-), guitariste, né à Woolwich.
- Ian Wright (1963-présent), auparavant footballeur professionnel, né à Woolwich.
- Gail Brodholt, artiste peintre ayant son atelier dans la ville

## Autres lectures
- Daniel Lysons, Environs of London, vol. 4: Counties of Herts, Essex & Kent, Londres, T. Cadell, 1792 (lire en ligne), « Woolwich »
- W.E. Trotter, Select Illustrated Topography of Thirty Miles Around London, Londres, 1849 (OCLC 681272905, lire en ligne), « Woolwich »
- James Thorne, Handbook to the Environs of London, Londres, John Murray, 1876 (lire en ligne), « Woolwich »
- Edward Walford, Greater London, Londres, Cassell & Co., 1883 (OCLC 3009761, lire en ligne), « Woolwich »
- (en) Chambers's Encyclopaedia, Londres, 1901 (lire en ligne), « Woolwich »